# Comté de Winton
Pour les articles homonymes, voir Winton.
Le comté de Winton est une zone d'administration locale au nord du Queensland en Australie.
Le comté comprend les villes de :
- Winton ;
- Corfield ;
- Middleton ;
- Opalton, une ville fantôme.